# Siddeknude
Siddeknuden er et rugt, udvidet område hovedsageligt på corpus ossis ischii på sædebenet. Den er tilhæftningssted for en række muskler og et enkelt ligament. Det er det lavest placerede knoglepunkt, sammen med ramus ossis ischii (som den også sidder på delvist) i bækkenet og bærer størstedelen af legemsvægten i siddende stilling.

## Tilhæftninger
De muskler det tilhæfter på siddeknuden er, fra mest superiore til mest inferiore:
- Musculus quadratus femoris, superiort og lateralt på knuden.
- Musculus biceps femoris caput longum, medialt for quadratus femoris' udspring.
- Musculus gemellus inferior, medialt for biceps femoris' udspring.
- Musculus semitendinosus, medialt for quadratus femoris, inferiort for biceps femoris.
- Musculus semimembranosus, har udspring lige inferiort for semitendinosus, forløber profundt for semitendionsus.
- Musculus adductor magnus, har et langt udspring langs hele undersiden af sædebenet, bl.a. på undersiden af siddeknuden.
- Musculus transversus perinei superficialis, meget spinkel muskel der har udspring et sted langs med adductor magnus.

Desuden hæfter ligamentum sacrotuberale sig også til siddeknuden, lige superiort for adductor magnus.